# Giornata internazionale dell'uomo
La Giornata internazionale dell'uomo (o Giornata internazionale dei diritti dell'uomo) è una ricorrenza internazionale, che si celebra il 19 novembre di ogni anno in circa 50 paesi del mondo. A differenza della Giornata internazionale della donna, non è riconosciuta dall'ONU, che preferisce celebrare nello stesso giorno il World Toilet Day.

## Storia
L'evento fu ideato da Thomas Oaster, direttore del Missouri Center for Men's Studies nel 1991 e fu celebrato l'anno seguente il 7 febbraio. Il progetto venne poi rilanciato nel 1999 a Trinidad e Tobago da Jerome Teelucksinghe, che scelse la data del 19 novembre perché era il compleanno del padre e per ricordare quando nel 1989 i tifosi di una squadra di calcio, la nazionale trinidadiana, offrirono una dimostrazione di fair play, premiato successivamente col FIFA Fair Play Award.  A questa prima celebrazione ne seguirono altre in Australia, nei Caraibi, in America del Nord, in Asia, in Europa e in Africa.

## Finalità
Le finalità della giornata, definiti pilastri, sono:
- Promuovere modelli maschili positivi
- Ricordare il contributo positivo dato dalla componente maschile alla società, alla comunità, alla famiglia, al matrimonio, all'infanzia e all'ambiente
- Promuovere per l'uomo diritti riproduttivi, quali la possibilità di scelta se divenire padre o meno (detta anche rinuncia legale alla paternità), largamente inattuati anche nelle società occidentali[13][14]
- Promuovere l'uguaglianza di genere migliorando le relazioni tra i sessi
- Migliorare la salute e il benessere degli uomini
- Evidenziare l'esistenza di discriminazioni nei confronti degli uomini
- Creare un mondo migliore nel quale gli uomini possano crescere al sicuro per raggiungere il loro pieno potenziale
- Arginare la dilagante piaga dei suicidi maschili.[15][16]

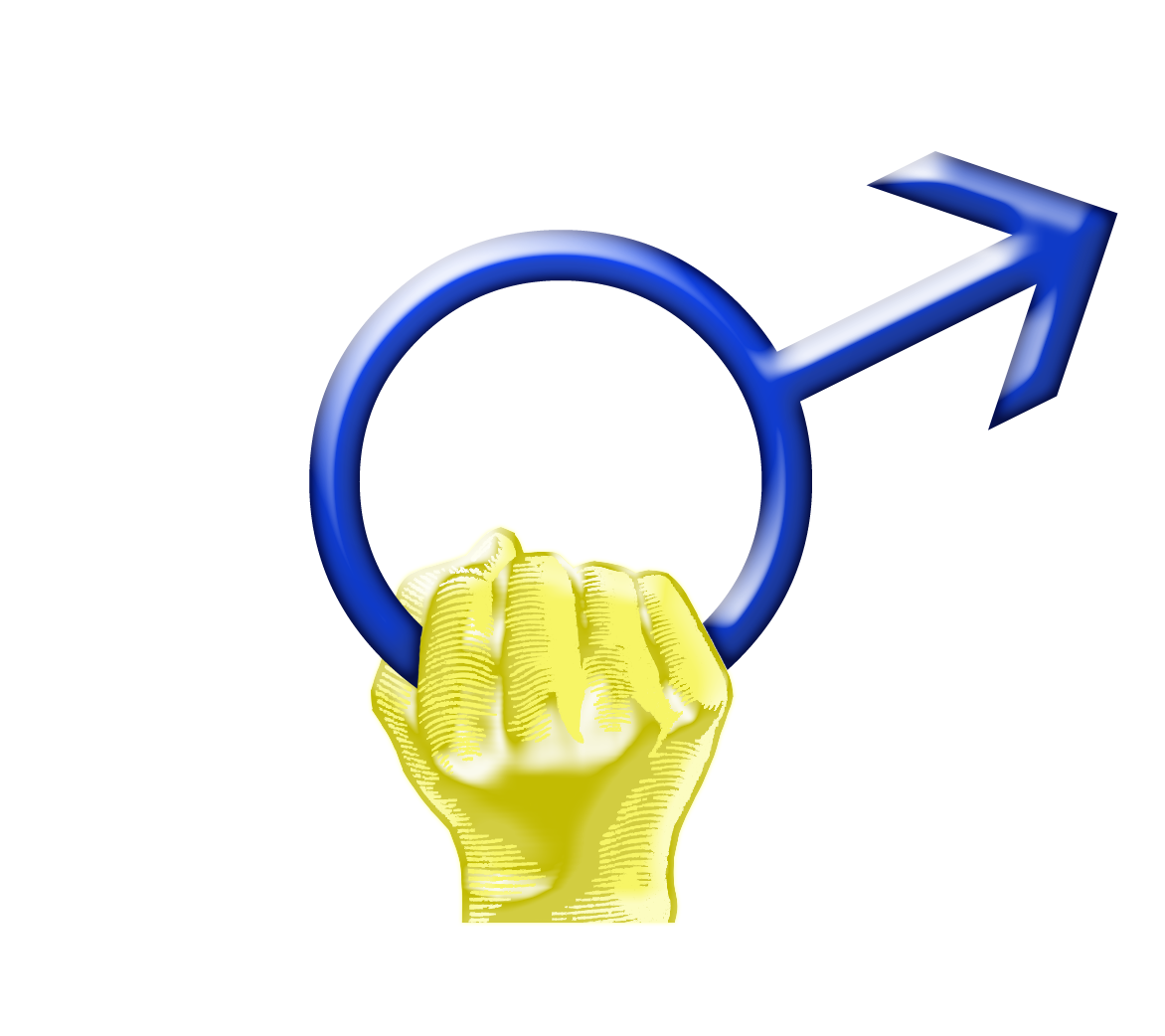
Altro simbolo della Giornata internazionale dell'uomo

## Giornata internazionale dell'uomo nel mondo

### Africa

#### Ghana
Nel Ghana si è avuta la prima celebrazione nel novembre 2009. L'evento è stato ideato e organizzato dalla Ghana Fatherhood Initiative Foundation ed è stato presieduto dal presidente del suo comitato consultivo.

### America

#### Trinidad e Tobago
Trinidad e Tobago è il primo Stato nel mondo, a partire dal 19 novembre 1999 a celebrare l'evento. Coordinato da Jerome Teelucksingh, dell'Università delle Indie Occidentali. Teelucksingh ha dichiarato che si era reso conto che non c'era giorno per gli uomini, c'era la festa del papà, ma non una per i ragazzi, per gli adolescenti e gli uomini che non sono padri. Questa iniziativa, comunicata all'Unesco, ha ottenuto una risposta con lettera fax manoscritta dalla direttrice Ingeborg Breines.

### Asia

#### India
In India la prima celebrazione si è avuta il 19 novembre 2007. Nel 2009 è l'organizzazione indiana è stata riconosciuta dall'International Men's Day associandola al marchio di abbigliamento maschile Allen Solly, introducendo offerte promozionali e usando come modelli maschili positivi quelli dei film Men in Back.
Nel 2014 a Calcutta si sono avute proteste contro gli abusi sugli anziani e per difendere i diritti degli uomini. Attivisti per i diritti degli uomini hanno posto interrogativi sulla carenza di leggi di genere neutrale, sulla violenza domestica anche contro gli uomini e sulla custodia dei figli tra genitori separati. Nel 2018 la richiesta di leggi neutrali riguardo al genere si è fatta più forte.

### Europa

#### Italia
In Italia viene celebrata dal 2013 e tra i motivi specifici nazionali che la richiedono vi sono, secondo alcuni organizzatori, la necessità di migliorare l'aspettativa di vita dell'uomo (inferiore a quello della donna), di seguire meglio gli studenti maschi (che hanno un maggior tasso di abbandono scolastico), di ridurre le violenze contro gli uomini, di garantire ai padri la possibilità di fare il meglio per i loro figli, ai figli di avere un padre.
Non è da confondere con la Festa degli uomini del 2 agosto, celebrazione goliardica diffusa al Nord.